# Carl Baumann (Künstler)
Carl Baumann (* 5. November 1912 in Hagen; † 7. Juli 1996 ebenda) war ein Künstler, dessen Schaffensschwerpunkt jahrzehntelang in der künstlerischen Mitgestaltung von Bauwerken im öffentlichen Raum seiner Heimatstadt lag.

## Leben und Werk
Geboren als Sohn des Malermeisters Karl Baumann in Hagen-Wehringhausen, studierte er nach einer Malerlehre (1926–1929) ab 1931 an der Kölner Werkkunstschule Sgraffito, Schrift- und Aktzeichnen sowie Glas- und Wandmalerei bei Johan Thorn-Prikker. Sein Talent wurde während seiner Ausbildung von seinem Berufsschullehrer erkannt.
Im Jahr 1932 kehrte Baumann nach Hagen zurück und arbeitete im elterlichen Betrieb. Nebenbei fertigte er in zehn Wochen sein erstes Kunstwerk im öffentlichen Raum. Er gestaltete an der Berufsschule in Hagen-Haspe ein Fresko von 18 Meter Länge und 4,50 Meter Breite.
Zwischen 1932 und 1934 ging Baumann als Malergeselle auf Wanderschaft durch Deutschland und Italien. Danach arbeitete er nebenbei in einem provisorischen Atelier in der Brantenberger Mühle in Hagen.
Von 1936 bis 1941 war er Meisterschüler an der Berliner Akademie der bildenden Künste bei Bildhauer Professor Ludwig Gies und dem Landschaftsmaler Franz Lenk und hatte dort Kontakt mit Walter Küchenmeister, Harro Schulze-Boysen und dem Bildhauer Kurt Schumacher. Er studierte Bildhauerei, Zeichnen und Malen. Im Jahr 1941 wurde er zum Wehrdienst eingezogen. Im Herbst 1942 wurde er zusammen mit Mitgliedern der Widerstandsgruppe Rote Kapelle von der Gestapo verhaftet. Er war fünf Monate in Haft und wurde anschließend 1943 zur Ostfront abkommandiert. Er wurde dort 1944 kriegsverwundet und erlebte das Kriegsende in Thüringen, anschließend kam er in Kriegsgefangenschaft.
Ab 1947 lebte und arbeitete er wieder in seiner Heimatstadt Hagen als freier Maler und Bildhauer. Anders als sein Freund Emil Schumacher konnte sich Baumann nie durchringen, ausschließlich abstrakt zu malen.
In den Jahren nach den Zerstörungen des Zweiten Weltkrieges und den ersten Wiederaufbauten war er als „Künstler neben den Bauleuten“ tätig. Künstlerische Zeichen an Bauwerken waren damals in schwerer Zeit Lichtblicke der Hoffnung. Bis Ende der siebziger Jahre, als die architektonischen und städtebaulichen Aktivitäten abebbten, diente Baumann engagiert der Kunst am Bau. Kunst am Bau bedeutete ihm niemals nur Dekoration; sie war für ihn immer Teil des ganzen Werkes der gestellten Aufgabe. Die Auseinandersetzung und das Zusammenwirken mit Architekten erwies sich dank seiner künstlerischen Kraft als für beide Seiten fruchtbar.
Viele Aufträge erhielt er durch Wettbewerbserfolge im ganzen Bundesgebiet. Sein Nachlass (Ölgemälde und Zeichnungen) befindet sich in Privatbesitz.
Eine Nichte von Baumann ist die Journalistin Randi Crott.

## Künstlerische Arbeiten
Im LWL-Museum für Kunst und Kultur in Münster hängt eines seiner bedeutenden Bilder, die er während seiner Berliner Jahre malte und die vor den Nationalsozialisten gerettet werden konnten.
- Rote Kapelle Berlin (1941), Tempera auf Nessel, 79 × 99 cm[1]

Im Osthaus Museum Hagen befinden sich Zeichnungen und Ölgemälde aus den Jahren 1927, 1928, 1966, 1967 und 1983.

### Großkunstwerke im Hagener Stadtraum
- Sgraffito (1950) ca. 5 m × 2,5 m
  - Haus Ecke Mittelstraße/Mariengasse
  - Bei diesem Sgraffito handelt es sich um eine der ersten Arbeit von Carl Baumann für den öffentlichen Raum der Stadt Hagen. Dargestellt sind Szenen aus dem ländlichen und industriellen Leben des Raumes Hagen: eine Feldarbeiterin mit Ährenbündel und ein Stahlkocher.

- Wandbild (1951) 2 × 1,5 m
  - Friedhofskapelle Altenhagen, Friedensstr.
  - An der Wand hinter dem Altar der Friedhofskapelle in Altenhagen ist eine stehende Frau dargestellt, die tröstend ihre Hand einer hockenden Trauernden reicht.

- Wandbild (1951) 2 × 5 m
  - Krematorium Hagen-Delstern, Raum für die Angehörigen
  - Für einen Raum für Angehörige schuf der Hagener Künstler ein Wandbild, das zwei trauernde Frauen vor einer hügeligen Landschaft darstellt. Die linke Frau steht aufrecht und zeigt auf eine Urne, der zwischen den beiden Frauen steht. Die rechte Frau sitzt mit gesenktem Kopf ebenfalls der Urne zugewandt. Die Szene ist ein Ausdruck der Trauer, die die Angehörigen der Verstorbenen empfinden mögen.

- Fresko (1951) ca. 4 × 4 m
  - Janusz-Korczak-Schule, Grünstr. 4
  - Das im Jahre 1951 als Kunst am Bau hergestellte Fresko ist heute nicht mehr vorhanden. Dargestellt sind Szenen aus der bäuerlichen Lebens- und Arbeitswelt.

- Mosaik in Eisenrahmen (1954) 1,50 m × 2,30 m
  - Kindertagesstätte, Selbecker Straße
  - Dargestellt ist ein Zirkusmotiv. Reiter, ein Löwe, ein Jongleur und ein Clown sind zu sehen. Das ganze bunte Geschehen ist von einem zeltartig geformten Bandeisen überwölbt. Die Arbeit ist leicht beschädigt, einige Mosaiksteinchen fehlen.

- Darstellung der Stadt Hagen (1957) 2,14 m × 3,35 m
  - Volksschule Eckesey (heute Städtische Gemeinschaftsgrundschule Gebrüder-Grimm), Schillerstr. 23
  - Für den Flur der Volksschule Eckesey schuf Baumann im Jahre 1957 ein mit 'Kunst-am-Bau'-Mitteln finanziertes Wandbild. Auf glasierten Klinkern ist die Stadt Hagen in bunten Farben dargestellt. Zu erkennen sind das Rathaus, das Theater und verschiedene andere Gebäude und Industrieanlagen. Über der Stadt strahlt eine gelbe Sonne.

- Zwei Wandmosaike (1957) 6,5 m × 10 m und 2,20 m × 3,60 m
  - Hallenbad Boele, Hospitalstraße
  - In der Schwimmhalle des Stadtbads Boele hat Carl Baumann 1957 ein großes Wandmosaik ausgeführt. Dargestellt sind sieben Segelboote in unterschiedlicher Entfernung. Auf dem vorderen Boot steht ein Mann, der durch eine Winkbewegung eine Verbindung mit den am Strand sitzenden aufzunehmen scheint. Das zweite Mosaik in der Eingangshalle zeigt drei Wassersportler, die mit einem Ball spielen.

- Wandmosaik (1960) ca. 2,50 × 4 m
  - Cuno-Berufsschule, Bergstraße
  - Das im Jahre 1960 hergestellte Wandbild ist als Kunst am Bau für die damalige Volksschule und heutige Berufsschule entstanden. Dargestellt sind Segelschiffe, die sich im Wasser spiegeln.

- „Paradiesvogel“ (1962) ca. 3 × 11 m
  - Theater Hagen
  - Für die Eingangshalle des städtischen Theaters schuf Baumann im Jahre 1962 ein buntes Wandmosaik, das einen Paradiesvogel darstellt. Es handelt sich bei dieser Arbeit um ein für die 1950er und 1960er Jahre typisches Werk. Insofern kann man es als charakteristisches Zeugnis dieser Zeit betrachten. Das Mosaik war 1994 durch eine Leichtbauwand verdeckt worden, ist jedoch seit 2020 wieder freigelegt.

- Wandmosaik (1964) 2,50 × 14 m
  - Rathaus
  - Mit diesem monumentalen Wandbild leistete Baumann 1964 seinen Beitrag zur Verschönerung des damals neuen Rathauses. Die in Mosaik-Technik ausgeführte Arbeit gibt eine Darstellung der Stadt Hagen.

- Edelstahlwand (1967) ca. 3 × 13 m
  - Verwaltungsgebäude der Stadtwerke
  - Im Jahre 1967 entstand diese Edelstahlwand als Verschönerung der Außenfassade des Verwaltungsgebäudes der Stadtwerke. Auf die unregelmäßigen Vierecke sind unterschiedliche Formen aufgebracht worden.

- Edelstahlplastik (1970) 1,50 × 25,70 m
  - Hallenbad, Stadtmitte
  - 1969 bekam Baumann vom Bau- und Planungsausschuß der Stadt Hagen den Auftrag, für das neue Hallenbad Stadtmitte ein Kunstwerk zu liefern. Der Künstler stellte ein Längsrelief her, das aus vielen verschieden großen Edelstahlplatten besteht. Bei dieser Arbeit handelt es sich um eine der wenigen abstrakten Werke Baumanns.

- Bleiglasfenster (1974) 2,60 × 1,70 m
  - Waldfriedhof, Hoheleye 5
  - Das Fenster ist durch kräftige Bleistäbe in sechs gleich große Felder unterteilt. Dargestellt sind kleine auf Pfingsten deutende Flammen aus weißem Glas, die ein lilafarbenes Kreuz ausfüllen, das sich von einem dunkelblauen Hintergrund abhebt.

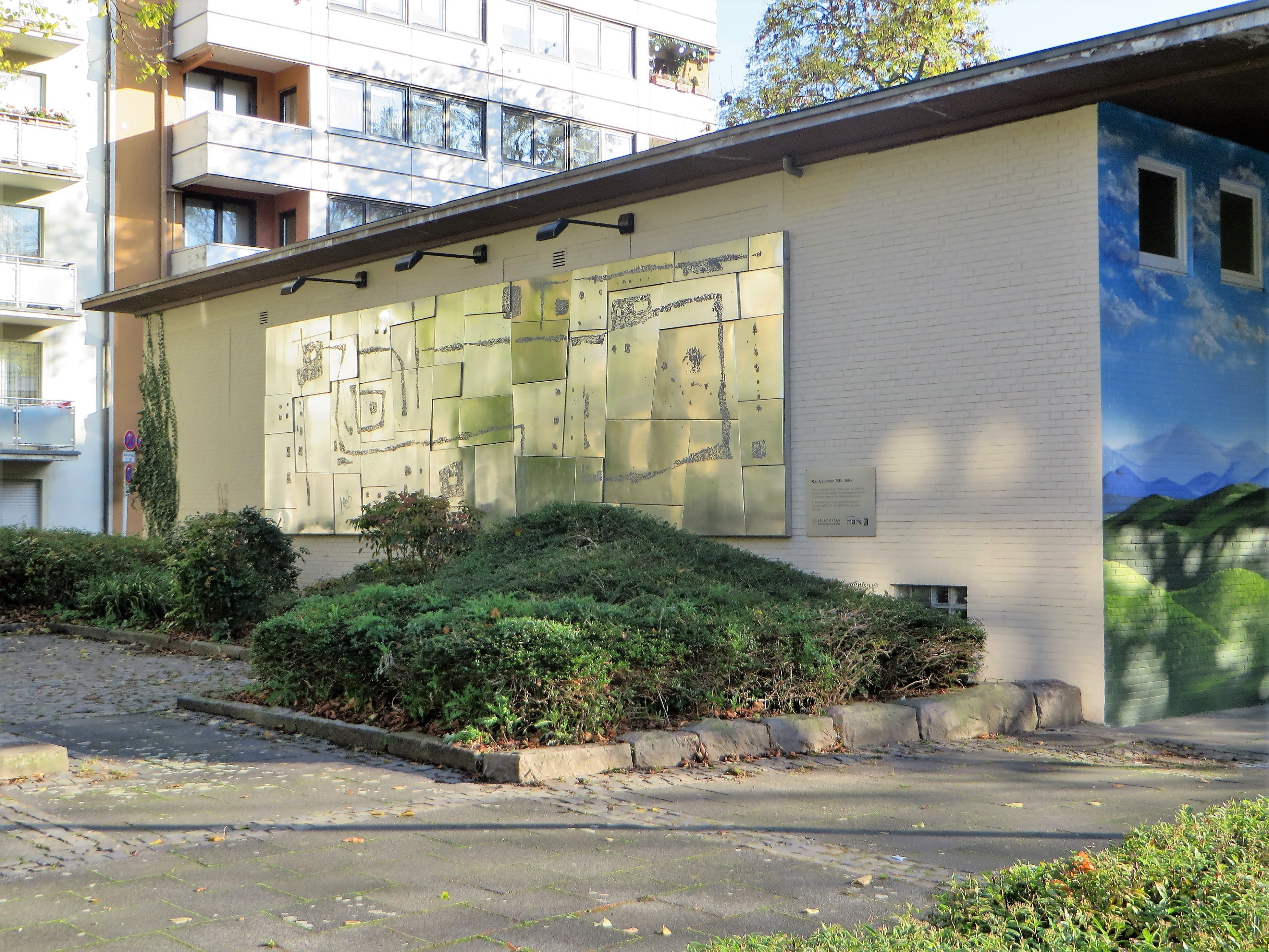
Edelstahlwand Bahnhofstraße Hagen
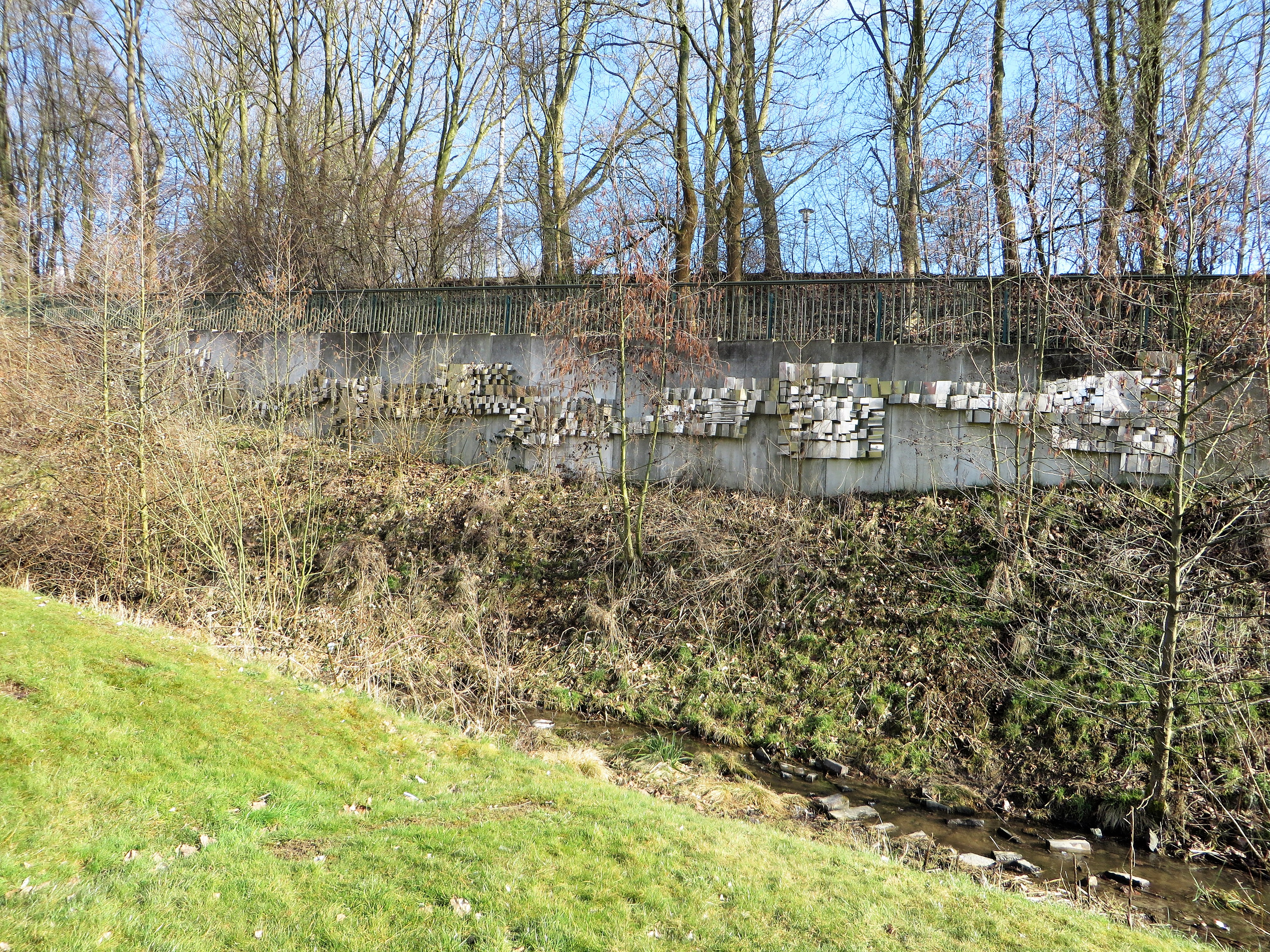
Edelstahlrelief Westfalenbad Hagen
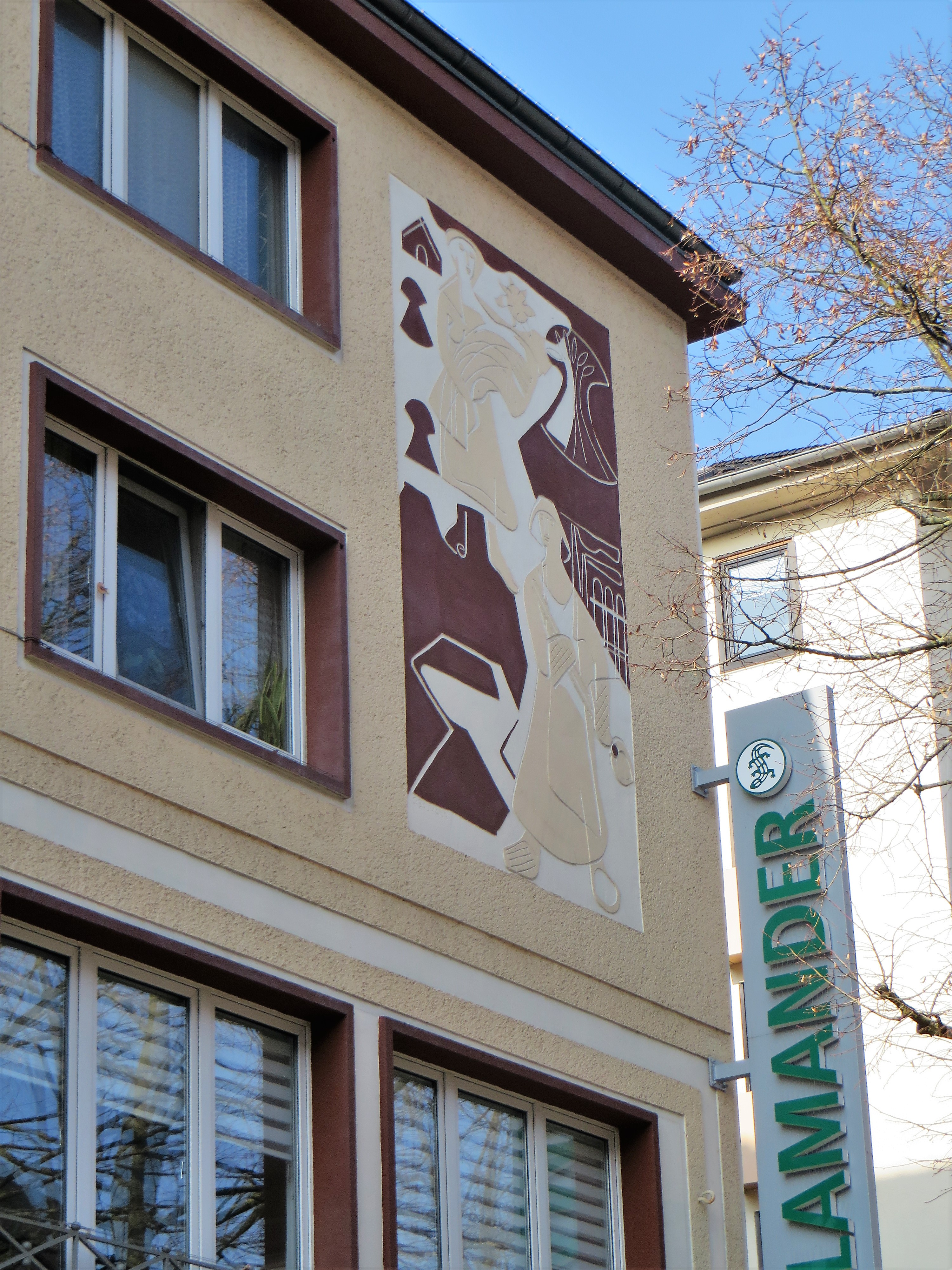
Sgraffito Mariengasse Hagen
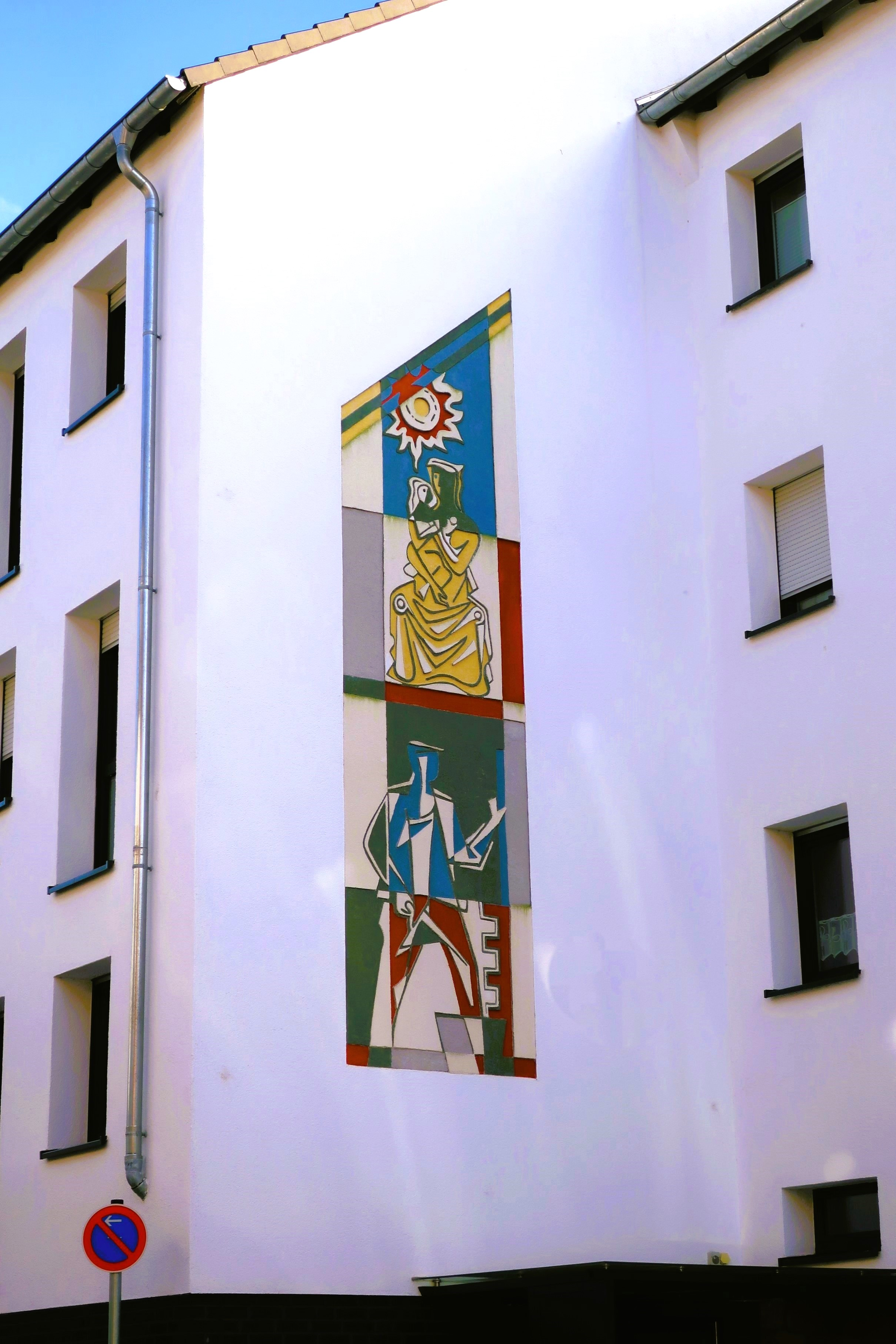
Sgraffito Brauhausstraße Hohenlimburg-Elsey

### Kunst am Bau für die Post
- Wandmosaik in der Kantine der Hauptpost in Hamm
- Mosaikarbeiten für das Postamt in Hachenburg
- Adler in Itzehoe, Dortmund, Bad Kreuznach, Winterberg und Pforzheim
- Stilisierte Figur des Volker von Alzey mit Zugvögeln. Qualitätvolles Beispiel für die Kunst am Bau der Nachkriegszeit, am 1955 errichteten Postamt in Alzey[2]
- Drache in Worms
- zwei große Wandmosaike und weitere Wandbilder im Fernmeldehochhaus in Frankfurt